# Antonin Cartillier
Antonin Cartillier (* 23. Juni 2004 in Blois) ist ein französischer Fußballspieler.

## Karriere
Cartillier begann seine fußballerische Karriere in seinem Geburtsort bei Blois Football 41. Im Sommer 2019 wechselte er in die Jugendakademie der AS Monaco. Dort spielte er 2022 sowohl in der Coupe Gambardella für die U19-Mannschaft, deren Kapitän er war, als auch einmal für die zweite Mannschaft in der National 2. In der Liga wurde er in der U19 insgesamt 33 Mal eingesetzt, wobei er dreimal traf und 15 Vorlagen lieferte. Im Juli 2022 unterschrieb er beim Klub aus Monaco seinen ersten Profivertrag mit einer Laufzeit bis 2025. In der Saison 2022/23 war er dann nur noch für die A-Junioren aktiv, für die er einmal in drei Ligapartien traf. Am ersten Rückrundenspieltag der Spielzeit 2023/24 wurde er bei einer 1:3-Niederlage gegen Stade Reims spät eingewechselt und debütierte somit in der Ligue 1.